# La carbassa màgica
La carbassa màgica (títol original en basc Kalabaza tripontzia) és una pel·ícula d’animació espanyola en basc dirigida per Juan Bautista Berasategi el 1985. Es basa en herois i personatges d'històries i llegendes tradicionals del País Basc. Mites universals als teatres del País Basc ahir i avui. Ha estat doblada al català.
Kalabaza tripontzia es va estrenar al Festival Internacional de Cinema de Sant Sebastià 1985, i no sols va tenir una bona acollida per la crítica i el públic, sinó que també va rebre una Menció d'Honor.

## Fita en l'animació basca
És el primer llargmetratge d'animació en basc. L'estil del dibuix s'assembla més al classicisme de la casa Disney que al dibuix animat japonès tan popular en aquells anys.
Cada conte té un estil, per tant no hi ha unitat narrativa, ni estil homogeni; al contrari, hi ha importants diferències gràfiques entre les històries. Amb aquesta varietat de plantejaments, Berasategi ha volgut evitar el risc d'optar per un únic estil. Va notar que era una pel·lícula pionera, i volia fer diverses proves abans d'escollir un estil concret.

## Argument
El satèl·lit bigoti a l'espai mostrarà el món de La carbassa Màgica. En aquest món màgic viuen els animals, Kukubiltxo, Tartalo, un anell miraculós que parla, i Galtzagorri, un drac de 7 caps que respira foc.

## Crítica de l'època
Tot i el focus en la mitologia, hi ha referències a diversos relats de l'època. Veiem una crítica cruel a l'urbanisme -es mostra Eibar, un poble caòtic, on els camins passen per sobre de les cases- i, d'altra banda, una anàlisi punyent de la situació política basca -hi ha els típics policies de civil, per exemple, darrere les seves ulleres negres, en el debat públic a l'ajuntament - . Aquesta història és la més inspiradora de tota la pel·lícula.